# Henry Braddon
Henry Braddon (ur. 27 kwietnia 1863 w Kalkucie, zm. 7 września 1955 w Sydney) – australijski krykiecista, polityk, przedsiębiorca i finansista, nowozelandzki rugbysta.
Henry Braddon był synem Edwarda, premiera Tasmanii w latach 1894-1899 i jego drugiej żony Amy. Wychowywał się w Lucknow, skąd w 1869 wyjechał do Niemiec, gdzie kształcił się w Düsseldorfie. Lata 1874-75 spędził w Caen we Francji, a w kwietniu 1875 udał się do kolegium Alleyn (Dulwich College) w Londynie. W kwietniu 1878 wyjechał do swego ojca, do Tasmanii. W 1879 rozpoczął pracę w Commercial Bank of Tasmania. W 1882 roku przeniósł się do Banku Australii w Invercargill w Nowej Zelandii.
Wystąpił w 7 meczach reprezentacji Nowej Zelandii w rugby union (wszystkie w 1884), w tym w pierwszym tournée do Australii, jednakże w żadnym testmeczu. Wystąpił też w debiucie reprezentacji Nowej Zelandii. Z racji drugiego w porządku alfabetycznym nazwiska jest drugim zawodnikiem na liście reprezentantów Nowej Zelandii. Braddon żył najdłużej z zawodników, którzy zagrali w tym meczu. Po zakończeniu kariery sportowej został politykiem w Nowej Południowej Walii.